# Знак параграфа
Знак параграфа (§) — типографский знак, который употребляется для обозначения параграфа в документах.

## Происхождение
Предположительно, символ появился от стилизованной пары букв S — сокращения немецкого слова Satz, которое означает «фраза, предложение». По другой версии, это комбинация двух букв S, обозначающих сокращение от латинского signum sectiōnis — «метка раздела».

## Правила использования в русской типографской традиции
Знак не удваивается при обозначении нескольких (многих) параграфов. По техническим правилам набора отбивка этого знака от последующей цифры — полукегельная. При выключке отбивка не меняется.

### Традиционная русская машинопись
Присутствовал в стандартной раскладке как русской дореволюционной, так и советской пишущих машинок (нижний регистр пятой и первой клавиш «цифрового» ряда соответственно). Но был вытеснен в 1990-х годах с современной виртуальной раскладки «Русская (машинопись)», в основном соответствующей советскому стандарту раскладки клавиатуры, вертикальной чертой.

## Ввод в компьютерах
- Для набора этого знака в ОС Microsoft Windows следует набрать на цифровой клавиатуре Alt+21 (или Alt+0167) при включённом Num Lock.
- На  Mac OS  необходимо переключиться на английскую раскладку и нажать ⌥ Opt+6.
- Клавиши в комбинации в X.Org 7 — Compose+S+O или Compose+S+0.
- В раскладках xkb в X.Org называется «section».